# Francisco Fernández y González
Francisco Fernández y González (Albacete; 26 de setembre de 1833 - Madrid, 30 de juny de 1917) és un escriptor, filòleg, arabista, orientalista i historiador espanyol. Va ser catedràtic a les Universitats de Granada i Madrid, degà de la Facultat de Filosofia i Lletres i després rector de la Universitat Central, numerari de les Acadèmies d'Història, San Fernando i de la Llengua Espanyola, senador del regne en les legislatures 1878-1885 i 1891-1892. Va escriure sobre filosofia i estètica, història d'Espanya, història del dret, literatura, filologia, així com estudis orientalistes i semítics.

## Biografia
Va néixer a Albacete en 1833, fill d'un comandant de cavalleria que s'havia distingit en la Guerra del francès, va fer els primers estudis i llatí a Valladolid i va continuar a Madrid amb els Escolapis i l'Institut de San Isidro. Més tard (24 d'octubre de 1850) va ser nomenat alumne pensionat per l'Escola Normal de Filosofia, prèvia oposició a la qual van concórrer noranta-sis aspirants, dels quals únicament quatre van obtenir places per a la secció de Filosofia i Lletres. Va cursar després (1850-52) els anys d'estudis superiors de les últimes matèries citades, agregats (1852) als de la Universitat Central sota el rectorat del Marquès de Morante, i va servir una de les places de professor agregat en els instituts de Madrid. En el del Noviciado, avui del Cardenal Cisneros, va tenir al seu càrrec, en el curs de 1852 a 1853, la càtedra de Retòrica i Poètica.

### Trajectòria professional
Conclosos els quatre anys d'estudis que comprenia la Facultat de Filosofia i Lletres, va aconseguir el primer lloc en la qualificació dels exàmens de mèrit comparatiu. També havia guanyat premis anuals en les assignatures cursades a la Universitat, i aconseguit la nota d'excel·lent en la llicenciatura. Es va matricular en les assignatures del doctorat (1854), i es va encarregar de l'ensenyament de la llengua grega en les facultats de Medicina i Farmàcia. En virtut d'oposició amb l'únic pensionat que, a més de Fernández i González, quedava de 1850, va ser designat en primer lloc per a la primera càtedra de Psicologia, Lògica i Ètica, i el 16 de setembre de 1855 en fou nomenat catedràtic a l'Institut de Terol.
No va arribar a prendre'n possessió perquè va signar les oposicions a la càtedra de Literatura general i espanyola de la Universitat de Granada, nomenat catedràtic d'aquesta assignatura en 24 d'octubre de 1856. A la universitat granadina va concórrer a la seva càtedra fins a 1864, i encarregat en comissió pel govern va ensenyar grec, Literatura clàssica i llengua aràbiga en el mateix establiment literari. En el mateix període va encarregar-se de la redacció i lectura d'un discurs inaugural, i uns altres de recepció; la ressenya de les festes universitàries en ocasions solemnes; la interpretació d'inscripcions llatines i àrabs; la inspecció d'instituts; la representació de la Universitat en la junta per catalogar monuments artístics; la catalogació de la biblioteca, etc. L'Acadèmia provincial el va nomenar president per a la secció de Ciències filosòfiques i individu-secretari dels Jocs Florals. Va fundar en 1860 una «Societat Històrica i Filològica d'Amics d'Orient» entre els plans dels quals estava l'edició en castellà d'obres «aràbigues originals per servir a l'estudi de la història i la literatura dels àrabs espanyols». Només va veure la llum una Crónica de Al-Andalus, encara que en 1882, ja a Madrid, va publicar un desconegut llibre de cavalleries àrab, el Libro de Alhadis, que va localitzar en un manuscrit al costat d'altres onze «novel·les àrabs». Gràcies als estudis publicats sobre Estètica va ser ascendit (1864) a catedràtic d'aquesta assignatura a la Universitat Central. Suprimit l'estudi de l'Estètica del quadre d'assignatures del període del doctorat pel ministre de Foment Severo Catalina del Amo (1867), va ser nomenat catedràtic d'estudis superiors de Metafísica i ampliació de Psicologia i Lògica; però en 1868 li van retornar la càtedra.

### Publicacions
A Granada va publicar el primer tom d’España Árabe, traducció directa de l'aràbic, amb el text traslladat al castellà de la Història d'Espanya per Ibn Idhari. Va imprimir també un Tratado de Estética, del que només va veure la llum la Metafísica de lo bello. Per aquest temps havia inserit a Madrid, en les revistes La Razón i La Ibérica, tres treballs: "Berceo o el poeta sagrado en la España cristiana del siglo XIII"; Biblioteca de autores árabes españoles, que es va reimprimir a part; "Lo sublime y lo cómico".
En 1865 va obtenir el primer premi de la Reial Acadèmia de la Història en el concurs obert sobre l'estat social i polític dels mudèjars castellans, impresa l'any següent. L'Acadèmia Espanyola va premiar (1867) l'obra de Fernández i González titulada Historia de la crítica literaria, presentada al certamen de 1866. Fernández y González va prendre possessió (novembre de 1867) de la plaça d'acadèmic de la Història, per la qual va ser escollit en virtut dels seus treballs històrics.
En la Revista de España ha publicat moltíssims estudis, distingint-se entre ells alguns que podrien formar un o diversos volums. Record especial mereixen els següents:
- "La Escultura i Pintura en los pueblos de origen semítico"
- "Los moros que quedaron en España después de la expulsión de los moriscos"
- "Los establecimientos españoles y portugueses en África"
- "El mesianismo en España durante el siglo XVI".

En la Revista de la Universidad de Madrid publicà "Estudios clásicos en las Universidades españolas durante la época del Renacimiento"; "Naturaleza, fantasía y arte"; i a El Movimiento, revista científica i literària que ell solament va publicar (1876) per espai d'un any, un erudit treball sobre l'ideal i les seves formes. Per encàrrec de l'Acadèmia de la Història va corregir i va ampliar la Biblioteca de Miguel Casiri, i fruit de la mateixa comissió va ser l'obra relativa als últims dies del regne de Granada, que va llegir en l'Acadèmia i es va publicar en part a La Ilustración Hispano Americana, amb inclusió de dades preses d'obres aràbigues no usades abans i la traducció d'un llibre de cavalleria titulat Ben-Zeyyad-ben-Amir el de Quimera, responent a l'excitació de Fbeischer, de Viena, perquè els arabistes d'Europa i Àsia investiguessin si hi havia en alguna biblioteca un text de novel·la cavalleresca amb escenes semblants a les descrites per Ginés Pérez de Hita en la seva obra sobre els Novel·listes de l'Europa meridional. La versió es va publicar en el Museo Nacional de Antigüedades; el text aràbic es guarda en la Biblioteca Escurialense.
Al mateix autor es deuen les Instituciones jurídicas de pueblo de Israel en los diferentes estados de la Península ibérica, desde su dispersión en tiempo del emperador Adriano hasta los principios del siglo XVI (Madrid 1880, tomo I, en 4º); forma part de la Biblioteca de Legislación y Jurisprudencia.
Fernández y González va prendre possessió en 1881 de la plaça d'acadèmic de nombre de la Reial Acadèmia d'Arts de Sant Ferran, per la qual havia estat designat molts anys abans. Després va inserir en el Boletín de la Academia de la Historia la interpretació dels facsímils de tres manuscrits rabínics conservats a la biblioteca de l'Acadèmia, i assenyalats com a il·legibles o d'idiomes desconeguts per professors d'hebreu que els havien examinat. En el mateix Boletín va publicar el text rabínic i aljamiat de l'Ordenament de les aljames hebrees, espècie de corts o assemblees religiós administratives autoritzades pels reis; l'Ordenament està interpretat i il·lustrat per una llarga introducció, notes i apèndix. La Revista moderna va donar a conèixer en 1889 un Estudi numismàtic-històric sobre les medalles anomenades d'Akhila II i els fills de Witiza, segons els textos àrabs. En aquest últim any Fernández y González, autor d'aquest treball, va ser escollit individu de nombre, de l'Acadèmia Espanyola.
En 1890 va publicar el tom primer dels "Primeros pobladores históricos de la península ibérica", que forma part de la col·lecció monogràfica d'Història d'Espanya publicada a Madrid sota la direcció d'Antonio Cánovas del Castillo. Va cursar a Granada la Facultat de Dret però va poder exercir l'advocacia a Madrid durant molts anys. En la Universitat Central va llegir el discurs d'obertura del curs de 1869-70. Senador per la Universitat de Valladolid des de 1878 a 1885, va pronunciar un gran nombre de discursos, com Historia del Jurado y su representación en la vida de los pueblos antiguos.

## Obres
- Influencia del sentimiento de lo Bello como elemento educador en la historia humana. Discurso leído en la solemne apertura del curso académico de 1856 a 1857 en la Universidad Literaria de Granada, Imprenta de D. Juan María Puchol, Granada 1856, 36 páginas.
- La idea de lo bello y sus conceptos fundamentales: disertación leída en la Universidad Central por D. Francisco Fernández González, licenciado en Filosofía y Letras, al recibir la investidura de doctor en la misma Facultad, Imprenta de Manuel Galiano, Madrid 1858, 59 págs.
- Historias de Al-Andalus, por Aben-Adharí de Marruecos, traducidas directamente del arábigo y publicadas con notas y un estudio histórico-crítico por el doctor..., Imprenta de Francisco Ventura y Sabatel, Granada 1860, 344 págs.
- Plan de una biblioteca de autores árabes españoles, o estudios biográficos y bibliográficos para servir a la historia de la literatura arábiga en España, Imprenta de Manuel Galiano, Madrid 1861, XIII + 73 págs. • Edición en microficha: Pentalfa Microediciones, Oviedo 1983.
- Elogio fúnebre del Doctor Don Francisco Martínez de la Rosa, leído en la Universidad Literaria de Granada ante el claustro público reunido en su honra en el salón de actos de la misma, después de las exequias solemnes celebradas por su alma el día 15 de febrero de 1862, Imprenta de D. Francisco Ventura y Sabatel, Granada 1862, 27 págs.
- Estado social y político de los mudéjares de Castilla, considerados en sí mismos y respecto de la civilización española, Real Academia de la Historia, Madrid 1866, 456 páginas (Obra premiada por la Real Academia de la Historia en el concurso de 1865 y publicada a sus expensas). • Facsímil: Hiperión, Madrid 1985, 456 págs. (con un prólogo de Mercedes García-Arenal).
- Historia de la crítica literaria en España, desde Luzán hasta nuestros días, con exclusión de los autores que aún viven, Memoria premiada por la Real Academia Española, Madrid 1867, 73 págs.
- Discursos leídos en la sesión inaugural de la Sociedad Antropológica Española, verificada el 21 de febrero de 1869, por el socio titular fundador don Francisco Fernández González y el secretario don Francisco de Asís Delgado Jugo, Establecimiento tipográfico de T. Fortanet, Madrid 1869, 53 págs.
- Discurso leído en la solemne inauguración del curso académico de 1869 a 1870 en la Universidad Central («De la acción que atañe al Estado sobre el negocio de la enseñanza en armonía con la índole de nuestra edad y la condición presente de la cultura española»), Imprenta de José M. Ducazcal, Madrid 1869, 37 págs.
- Reseña histórica de la solemne regia apertura de la Universidad Central en el curso académico de 1875 a 1876, Universidad Central, Madrid 1876, 31 págs.
- Prólogo y comentarios en la parte relativa a España, de Teodoro Mommsen, Historia de Roma, traducida por A. García Moreno, Francisco Góngora, Madrid 1876.-1877.
- Crónica de los reyes francos, por Gotmaro II, Obispo de Gerona, publicada y precedida de un estudio histórico, Imprenta de Fortanet, Madrid 1880, 21 págs.
- [«Influencia de lo real y de lo ideal en el arte»] Discursos leídos ante la Real Academia de Bellas Artes de San Fernando en la recepción pública de D. Francisco Fernández y González, el día 12 de junio de 1881, Imprenta de Fortanet, Madrid 1881, 74 págs. (Desde la página 51 la contestación de Pedro de Madrazo.)
- Instituciones jurídicas del pueblo de Israel en los diferentes Estados de la Península Ibérica desde su dispersión en tiempo del emperador Adriano hasta los principios del siglo XVI, Imprenta de la Revista de Legislación, Madrid 1881, tomo 1 (Introducción histórico-crítica). [único publicado, aunque se anunciaban tres tomos] • Facsímil: Librerías París-Valencia, Valencia 1998.
- Ordenamiento formado por los procuradores de las aljamas hebreas, pertenecientes al territorio de los estados de Castilla, en la asamblea celebrada en Valladolid el año 1432: texto hebreo rabínico mezclado de aljamía castellana, traducido, anotado e ilustrado con una introducción histórica, Imprenta de Fortanet, Madrid 1886, 115 págs. (publicado antes en el Boletín de la Real Academia de la Historia).
- Versión española con ampliaciones y notas de Alfredo J. Church, Historia de Cartago, El Progreso Editorial, Madrid 1889, XVI + 474 págs. • 2ª edición, 1889.
- Los lenguajes hablados por los indígenas del Norte y Centro de América (conferencia pronunciada el 29 de febrero de 1892, en las conmemoraciones del IV Centenario), Establecimiento tipográfico Sucesores de Rivadeneyra (Conferencias dadas en el Ateneo de Madrid), Madrid 1893, 112 páginas. • En 1894 reunida con otras conferencias en la obra colectiva El continente americano.
- Los lenguajes hablados por los indígenas de la América Meridional (conferencia pronunciada el 16 de mayo de 1892, en las conmemoraciones del IV Centenario), Establecimiento tipográfico Sucesores de Rivadeneyra (Conferencias dadas en el Ateneo de Madrid), Madrid 1893, 80 páginas.
- «Influencia de las lenguas y letras orientales en la cultura de los pueblos de la península Ibérica», Discursos leídos ante la Real Academia Española en la recepción... de D. Francisco Fernández y González él... 28 de enero de 1894 [contestación por Francisco A. Commelerán Gómez], El Progreso Editorial, Madrid 1894, 104 págs.
- Prólogo a El alma: estudios metafísicos, de José María Ruano y Corbo, La España Editorial, Madrid 1899, 231 págs.